# Rio Maranhão
O Rio Maranhão é um curso de água (afluente do Rio Tocantins) que nasce a partir da confluência entre o córrego Vereda Grande oriundo da Estação Ecológica de Águas Emendadas, no Distrito Federal e as águas da Lagoa Formosa, em Planaltina, Estado de Goiás, percorrendo o estado de Goiás onde ajuda a formar o Lago de Serra da Mesa juntamente com os rios: das Almas, Tocantinzinho e vários outros afluentes, e o Lago de Cana Brava entre Minaçu, Cavalcante e Colinas do Sul.
Já no Estado de Tocantins forma o Lago de São Salvador e logo em seguida a partir da confluência com o Rio Paranã forma o Rio Tocantins.

## Abastecimento
O Rio Maranhão é usado para abastecimento de diversas cidades que se construíram ao longo de seu vale. Dentre essas, a maior delas é Planaltina, que está bem próxima a sua nascente e Padre Bernardo pela agricultura e pecuária.